# نیروگاه خورشیدی در بیابان موهاوی

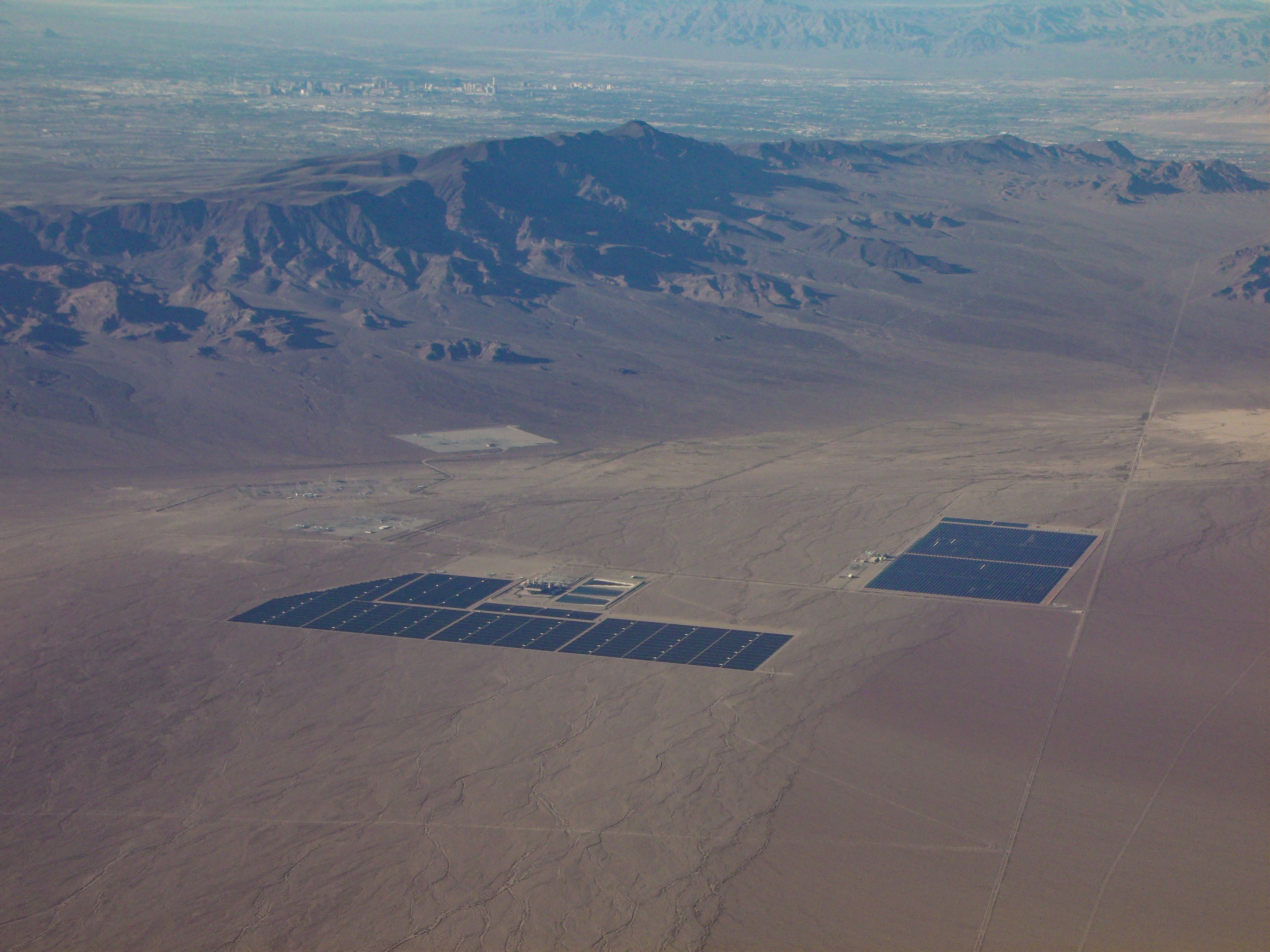
نیروگاه خورشیدی نوادای یک (در سمت راست) و نیروگاه خورشیدی کاپر مونتن ۱ (در سمت چپ)

چندین نیروگاه خورشیدی در بیابان موهاوی وجود دارد که برق مورد نیاز شبکه برق را تأمین می‌کند. خورشیددهی (تابش خورشیدی) در بیابان موهاوی یکی از بهترین‌های موجود در ایالات متحده است و برخی مراکز جمعیتی قابل توجه در این منطقه قرار دارند. این نیروگاه‌ها معمولاً در طی چند سال ساخته می‌شوند زیرا نیروگاه‌های خورشیدی تقریباً به‌طور کامل با قطعات پیش ساخته و بسهولت ساخته می‌شوند. سامانه‌های تولید انرژی خورشیدی (SEGS) نامی است که به ۹ نیروگاه خورشیدی در بیابان موهاوی داده شده است که در دهه ۱۹۸۰، اولین نیروگاه خورشیدی تجاری، ساخته شدند. این نیروگاه‌ها در مجموع دارای ظرفیت ۳۵۴ مگاوات (MW) هستند و هنگامی که ساخت تاسیسات برق خورشیدی ایوانپا در سال ۲۰۱۴ به پایان رسید، آنها را به بزرگ‌ترین نیروگاه خورشیدی در جهان تبدیل کرد.
نیروگاه خورشیدی نوادای یک، یک نیروگاه حرارتی خورشیدی با ظرفیت تولید ۶۴ مگاوات است که در نزدیکی بولدر سیتی، ایالت نوادا واقع شده است. تاسیسات خورشیدی کاپر مونتن یک نیروگاه فتوولتائیک ۱۵۰ مگاواتی در بولدر سیتی، نوادا است. تاسیسات برق خورشیدی ایوانپا یک تأسیسات ۳۷۰ مگاواتی است که از سه نیروگاه حرارتی خورشیدی مجزا در نزدیکی بزرگراه بین ایالتی ۱۵ در مرز نوادا-کالیفرنیا در بیابان موهاوی تشکیل شده است. همچنین طرح‌هایی برای ساخت نیروگاه‌های خورشیدی بزرگ دیگر، در بیابان موهاوی وجود دارد.

## نمای کلی
ناحیه جنوب غربی ایالات متحده یکی از بهترین مناطق جهان از لحاظ خورشیددهی است و نور خورشید دریافتی در بیابان موهاوی تا دو برابر بیش از سایر مناطق کشور است. این وفور انرژی خورشید، نیروگاه‌های خورشیدی را جایگزین پاک‌تری برای نیروگاه‌های سنتی می‌کند که سوخت‌های فسیلی همچون نفت خام و زغال‌سنگ می‌سوزانند. نیروگاه‌های خورشیدی منبع انرژی بی‌خطر برای محیط زیست هستند، عملاً هیچ انتشار (آلایندگی) ایجاد نمی‌کنند و برای تولید برق از هیچ سوخت دیگری به جز نور خورشید استفاده نمی‌کنند. برخی از گروه‌ها نیز تولید پراکنده بیشتر یا نیروگاه خورشیدی پشت‌بامی را تشویق می‌کنند.
برق خورشیدی خطر نوسانات قیمت سوخت را کاهش می‌دهد و قابلیت اطمینان شبکه را بهبود می‌بخشد.
در حالی که بسیاری از هزینه سوخت‌های فسیلی به خوبی شناخته شده‌اند، برخی دیگر (مشکلات بهداشتی مرتبط با آلودگی، تخریب محیط‌زیست، تأثیر بر امنیت ملی ناشی از اتکا به منابع انرژی خارج از کشور) پیچیده و محاسبه آنها دشوار است. اینها به‌طور معمول خارج از سیستم قیمت گذاری قرار دارند، و بنابراین اغلب از آنها به عنوان عوامل بیرونی ذکر می‌گردد. یک سازوکار قیمت‌گذاری اصلاحی، همچون مالیات کربن، می‌تواند منجر به ارزان‌تر شدن انرژی تجدیدپذیر مانند انرژی حرارتی خورشیدی نسبت به انرژی مبتنی بر سوخت‌های فسیلی برای مصرف‌کننده شود.
نیروگاه‌های حرارتی خورشیدی معمولاً طی سال‌های کوتاهی ساخته می‌شوند زیرا نیروگاه‌های خورشیدی تقریباً به‌طور کامل با مواد از پیش ساخته و بسهولت ساخته می‌شوند. در مقابل، ساخت بسیاری از انواع پروژه‌های تولید برق متعارف، به ویژه زغال‌سنگ و نیروگاه‌های هسته‌ای، نیاز به زمان طولانی‌تری دارند.